# Quanta Plus
Quanta Plus – edytor dokumentów HTML, XHTML, XML itp., przeznaczony dla środowiska KDE.
Program oferuje podświetlanie składni między innymi dla HTML, SQL, C, C++, PHP, Javy, JavaScriptu, Basha, Pythona, Perla, LaTeX-a. Sposób podświetlania składni można w znacznym stopniu skonfigurować wybierając nie tylko kolor, ale i krój pisma dla każdej z grup elementów. 
Ponadto zawiera wiele przydatnych funkcji takich jak zawijanie wierszy i automatyczne wcinanie tekstu, automatyczne wstawianie tagów zamykających. Dzięki wsparciu dla KIO, Quanta Plus pozwala na dostęp do plików m.in. za pośrednictwem protokołów FISH czy FTP.

## Interfejs graficzny
Interfejs Quanty oparty jest na tradycyjnym schemacie wywodzącym się z HomeSite'a. Umieszczony po lewej stronie ekranu panel pozwala na zarządzanie plikami, projektami i daje szybki dostęp do dokumentacji. Program wyróżnia wbudowany dynamiczny podgląd edytowanego pliku. 
Podgląd może być pokazywany lub ukrywany za pomocą przycisków umieszczonych na pasku narzędzi lub skrótów klawiaturowych. Zamiast korzystania z wbudowanego podglądu można też z poziomu programu wywołać Netscape lub Konquerora.